# George Dexter Burton
George Dexter Burton, född 26 oktober 1855 i Temple, New Hampshire, död 7 januari 1918, var en amerikansk uppfinnare.
Burton verkade 1873–77 som tidningsutgivare i New Ipswich, men övergick snart till teknisk verksamhet i Boston. Bland hans uppfinningar märks en metod för elektrisk upphettning och vällning av metaller, elektrisk garvning, elektriska spårvägar med underjordisk ledning, elektriska tvättmaskiner, vegetabiliska fibrers urskiljande ur växter på elektrisk väg m.m.
Burton var president i ett flertal bolag. Han publicerade en mängd föredrag och artiklar i facktidskrifter, erhöll över 500 patent och fick ett dussintal guld- och silvermedaljer av vetenskapliga institutioner.